# Duplo fatorial

Os quinze diferentes diagramas de cordas com seis pontos ou equivalentemente os quinze diferentes acoplamentos perfeitos em seis vértices de um grafo completo.

As quinze diferentes ramificações de uma árvore binária (com filhos não ordenados) em um conjunto de quatro níveis.

Em matemática, o produto de todos os inteiros de 1 até algum inteiro não negativo n que tem a mesma paridade de n é chamado de duplo fatorial ou semifatorial de n e é denotado por n!!. Isto é,
{\displaystyle n!!=\prod _{i=0}^{k}(n-2i)=n(n-2)(n-4)\cdots }
onde {\displaystyle k=\lceil n/2\rceil -1.}  
A consequência dessa definição é que (como um produto vazio)
{\displaystyle 0!!=1.}
Por exemplo, 9!! = 1 × 3 × 5 × 7 × 9 = 945.
Para n par p duplo fatorial é 
{\displaystyle n!!=\prod _{i=1}^{n/2}(2i)=n(n-2)\cdots 2.}
Para n ímpar é 
{\displaystyle n!!=\prod _{i=1}^{(n+1)/2}(2i-1)=n(n-2)\cdots 1.}
A sequência de duplos fatoriais ímpares n = 1, 3, 5, 7, ...  é a seguinte
1, 3, 15, 105, 945, 10395, 135135, .... (sequência A001147 na OEIS)
A sequência de duplos fatoriais pares n = 0, 2, 4, 6, 8, ...  é a seguinte
1, 2, 8, 48, 384, 3840, 46080, 645120, .... (sequência A000165 na OEIS)

Merserve (1948) (possivelmente a mais antiga publicação com o uso da notação de duplo fatorial) afirmou que o duplo fatorial foi introduzido para simplificar as expressões de certas integrais trigonométricas que aparecem na derivação do produto de Wallis. O duplo fatorial também aparece para expressar o volume da hiperesfera e tem muitas aplicações em combinatória enumerativa.
O termo fatorial ímpar é algumas vezes usado para o duplo fatorial de um número ímpar.

## Relação com o fatorial
Pelo fato de o duplo fatorial envolver somente aproximadamente a metade do fatorial, seu valor não é substancialmente maior que a raiz quadrada de n! e é muito menor que o fatorial iterado (n!)!.
Para um inteiro positivo n = 2k, k ≥ 0, o duplo fatorial pode ser escrito como: 
{\displaystyle n!!=2^{k}k!.}
Para  um inteiro ímpar n = 2k − 1, k ≥ 1, a seguinte expressão é válida: 
{\displaystyle n!!={\frac {(2k)!}{2^{k}k!}}={\frac {n!}{(n-1)!!}}.}
Nessa expressão, o primeiro denominador é igual a (2k)!! e cancela com os fatores pares do numerador.
Para um inteiro positivo ímpar n = 2k − 1, k ≥ 1, o duplo fatorial pode ser expresso em termos de k-permutações de 2k como
{\displaystyle (2k-1)!!={\frac {_{2k}P_{k}}{2^{k}}}={\frac {{(2k)}^{\underline {k}}}{2^{k}}}.}

## Extensões

### Argumentos para números negativos
A fatorial ordinário, quando estendido para a Função Gama, tem um polo em cada inteiro negativo, impedindo de definir o fatorial nesses números. No entanto, o duplo fatorial de números ímpares podem ser estendidos para qualquer inteiro negativo ímpar invertendo a sua relação de recorrência
{\displaystyle n!!=n\times (n-2)!!}
que pode ser expressa da seguinte forma:
{\displaystyle n!!={\frac {(n+2)!!}{n+2}}.}
Usando essa relação de recorrência invertida, −1!! = 1, −3!! = −1, e −5!! = 1/3; números ímpares negativos com maiores magnitudes tem duplo fatorial fracionário.  Em particular, quando n é um número ímpar,
{\displaystyle (-n)!!\times n!!=(-1)^{(n-1)/2}\times n.}

### Argumentos para números complexos
Desconsiderando a definição acima de n!! para valores de n pares, o duplo fatorial de n ímpares pode ser estendido para a maioria dos números reais e complexos z observando que quando z é um inteiro positivo ímpar então

{\displaystyle z!!=z(z-2)\cdots (3)=2^{(z-1)/2}\left({\frac {z}{2}}\right)\left({\frac {z-2}{2}}\right)\cdots \left({\frac {3}{2}}\right)}
{\displaystyle =2^{(z-1)/2}{\frac {\Gamma \left({\frac {z}{2}}+1\right)}{\Gamma \left({\frac {1}{2}}+1\right)}}={\sqrt {\frac {2^{z+1}}{\pi }}}\Gamma \left({\frac {z}{2}}+1\right)=\left({\frac {z}{2}}\right)!{\sqrt {\frac {2^{z+1}}{\pi }}}\,.}
Dessa expressão pode-se derivar um definição alternativa para z!! para valores pares e não negativos de inteiros z:
{\displaystyle (2k)!!={\sqrt {\frac {2}{\pi }}}\prod _{i=1}^{k}(2i)=2^{k}k!{\sqrt {\frac {2}{\pi }}}\,,}
com o valor de 0!!, nesse caso, sendo
{\displaystyle 0!!={\sqrt {\frac {2}{\pi }}}\approx 0.79788456...\,.}
A expressão encontrada para z!! é definida para todos os números complexos, exceto os inteiros pares negativos. Usando essa definição, o volume de uma hiperesfera n-dimensional de raio R pode ser expressa como
{\displaystyle V_{n}={\frac {2(2\pi )^{(n-1)/2}}{n!!}}R^{n}.}

## Aplicações em combinatória enumerativa
Duplos fatoriais surgem com frequência em combinatória enumerativa. Por exemplo, n!! para valores ímpares de n conta:
- acoplamento perfeito  do grafo completo Kn + 1 para n ímpar. Em tal grafo, qualquer vértice v tem n possíveis escolhas de vértices que pode ser correspondido e uma das escolhas feita do problema remanescente é um acoplamento perfeito em um grafo completo com dois vértices a menos. Por exemplo, um grafo completo com 4 vértices, a, b, c, e d tem três acoplamentos perfeitos: ab e cd, ac e bd, e ad e bc.[1] Acoplamentos perfeitos pode ser descritos de vários outras maneiras, incluindo involuções sem pontos fixos em um conjunto de n + 1 itens (permutações em que cada ciclo é um par)[1] ou diagramas de cordas (conjunto de cordas de um conjunto de n + 1 pontos uniformemente espaçados em um círculo tal que cada ponto é extremo de exatamente uma corda, (também chamado de diagrama de Brauer).[4][9][10] O número de acoplamentos em um grafo completo, sem restrição do acoplamento ser perfeito, são dados pelo número de telefone, que podem ser expressos como a soma envolvendo duplos fatoriais.[11]
- permutações de Stirling, permutações de multiconjuntos de números 1, 1, 2, 2, ..., k, k em que cada par de números iguais é separado somente por grandes números, onde k = (n + 1)/2.  As duas cópias de k devem ser adjacentes; removendo-as das folhas de permutações uma permutação em que o máximo de elementos é k − 1, com n posições em que os valores do par adjacente de k podem ser trocados. Desta construções recursiva, a demonstração que as permutações de Stirling são countados pela duplas permutações seguem por indução.[1] Alternativamente, em vez desta restrição que valores entre um par podem ser maior que isso, pode-se também considerar a permutação destes multiconjuntos em que a primeira cópia de cada par aparece em ordem sorteada; tal permutação define um acoplamento em 2k posições de permutações, então outra vez o número de permutações podem ser contados pela dupla permutação.[4]
- árvores Heap-ordered, árvores com k + 1 nodos numerados 0, 1, 2, ... k, tal que a raiz da árvore tem rótulo 0, cada outro nodo tem um rótulo maior que seu parente, e tal que os filhos de cada nodo tem um ordem fixa. Um Euler tour da árvore (com aresta duplicada) dá uma permutação de Stirling, e cada permutação de Stirling representa uma árvore desta maneira.[1][12]

## Identidades adicionais
Para valores pares de n,
{\displaystyle \int _{0}^{\pi /2}\sin ^{n}x\,dx=\int _{0}^{\pi /2}\cos ^{n}x\,dx={\frac {(n-1)!!}{n!!}}\cdot {\begin{cases}1&n{\text{ ímpar}}\\{\frac {\pi }{2}}&n{\text{ par}}\end{cases}}.}
Se a extensão de duplo fatorial de números ímpares para números complexos for considerada, a fórmula é
{\displaystyle \int _{0}^{\pi /2}\sin ^{n}x\,dx=\int _{0}^{\pi /2}\cos ^{n}x\,dx={\frac {(n-1)!!}{n!!}}\cdot {\sqrt {\frac {\pi }{2}}}.}
O Duplo fatorial pode ser usando para calcular integrais  de polinômios trigonométricos mais complicados.
Alguma identidades adicionais envolvendo duplos fatoriais de números ímpares são:
{\displaystyle (2n-1)!!=\sum _{k=1}^{n-1}{\binom {n}{k+1}}(2k-1)!!(2n-2k-3)!!.}
{\displaystyle (2n-1)!!=\sum _{k=0}^{n}{\binom {2n-k-1}{k-1}}{\frac {(2k-1)(2n-k+1)}{k+1}}(2n-2k-3)!!.}
{\displaystyle (2n-1)!!=\sum _{k=1}^{n}{\frac {(n-1)!}{(k-1)!}}k(2k-3)!!.}